# La Palma, Cotaxtla
La Palma är en ort i Mexiko.   Den ligger i kommunen Cotaxtla och delstaten Veracruz, i den sydöstra delen av landet, 290 km öster om huvudstaden Mexico City. La Palma ligger 86 meter över havet och antalet invånare är 108.
Terrängen runt La Palma är platt, och sluttar österut. Runt La Palma är det ganska tätbefolkat, med 65 invånare per kvadratkilometer. Närmaste större samhälle är Cotaxtla, 1,5 km söder om La Palma. Omgivningarna runt La Palma är en mosaik av jordbruksmark och naturlig växtlighet.